# Paolo Bonacelli
Paolo Bonacelli, född 28 februari 1937 i Rom, är en italiensk skådespelare. Han är bland annat känd för sin roll i filmen Midnight Express där han spelar fången Rifki.

## Filmografi (urval)
- 1975 – Salò, eller Sodoms 120 dagar
- 1978 – Midnight Express
- 1979 – Caligula
- 1984 – Enrico IV
- 1991 – Night on Earth
- 1991 – Johnny Tandpetaren
- 1996 – Stendhals syndrom
- 2006 – Mission: Impossible III
- 2010 – The American
- 2025 – In the Hand of Dante